# Niimi
Niimi (jap. 新見市 Niimi-shi) – miasto w Japonii w południowej części wyspy Honsiu w prefekturze Okayama.

## Położenie
Leży we zachodniej części prefektury. Graniczy z:
- Maniwa,
- Takahashi,
- Shōbara.

## Historia
Miasto powstało 1 czerwca 1954.

## Demografia
W 2005 liczyło 36 062 mieszkańców.

## Miasta partnerskie
- Chiny: Xinyang